# Chor Minar (Delhi)

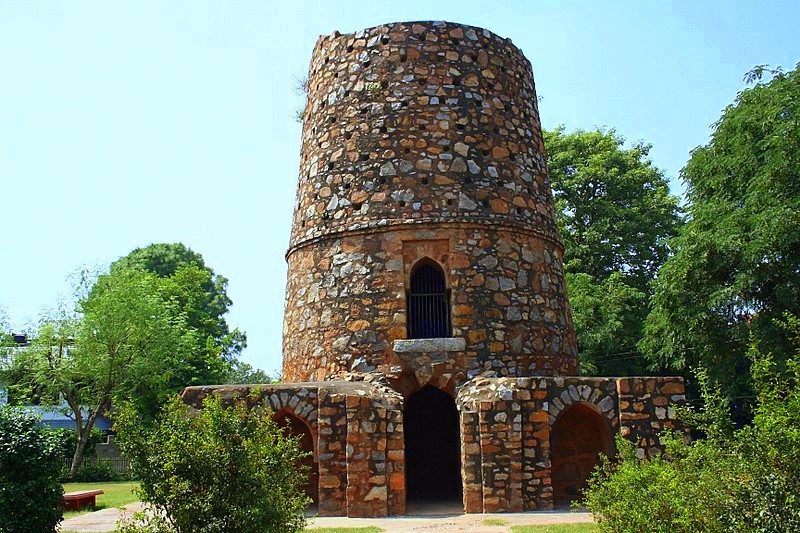
Chor Minar

Das Chor Minar ist ein Rundturm mit unbekannter Funktion im Süden der indischen Hauptstadt Delhi.

## Lage
Das Chor Minar befindet sich in der Hauz-Khas-Area nahe der Aurobindo Marg im Süden Delhis ca. 5 km (Luftlinie) südlich des Safdarjung-Mausoleums. Nahe gelegene historische Bauten sind der Qutb-Komplex mit dem Qutb Minar, die Begumpur-Moschee und die Khirki-Moschee.

## Geschichte
Trotz des Fehlens schriftlicher Quellen gilt als Auftraggeber des Bauwerks gemeinhin Ala ud-Din Khalji (reg. 1297–1316), der zweite Sultan der Khalji-Dynastie des Sultanats von Delhi. Ob der Turm jemals vollendet war, ist ungewiss.

## Architektur
Der sich auf einer quadratischen Plattform erhebende Rundturm ist zur Gänze aus unbehauenen Natursteinen errichtet; ob seine Außenwände jemals verkleidet waren, ist unbekannt. Der spitzbogige Eingang wird von einem Alfiz gerahmt; im Innern des Turmes verläuft eine Wendeltreppe nach oben. Im oberen Teil des Turmschafts befinden sich mehr als 200 Löcher, über deren Funktion nur spekuliert werden kann – gemäß der volkstümlichen Überlieferung sollen in ihnen Stangen befestigt worden sein, auf denen die Köpfe von Dieben oder von besiegten Feinden aufgespießt und öffentlich zur Schau gestellt wurden.